# Hüseyin Beşok
Hüseyin Besok, né le 2 août 1975 à Bornova, est un joueur turc de basket-ball, évoluant au poste de pivot.

## Club
- 1994-2001 :  Efes Pilsen Istanbul (1er division)
- 2001-2002 :  Maccabi Tel-Aviv (1er division) : saison non disputée
- 2002-2003 :  Maccabi Tel-Aviv (1er division)
- 2003-2004 :  Sunce Sibenik (1er division) : saison non disputée, blessé
- 2004-2005 :  ASVEL Lyon-Villeurbanne (Pro A)
- 2005-2006 :  Le Mans Sarthe Basket (Pro A)
- 2006-2007 :  Prokom Trefl Sopot (1er division)
- 2007-2009 :  Galatasaray Cafe Crown (1er division)
- 2009-2010 :  Türk Telekomspor
- 2010-2011 :  Aliağa Petkim
- 2011 :  Beşiktaş Cola Turka
- 2011-2013 :  Hacettepe Üniversitesi B.K. (en)
- 2013-2014 :  Türk Telekomspor

## Palmarès

### Club
Compétition internationales
- Final Four de l'Euroligue 2000, 2002
- Final Four de la Suproligue 2001
- Vainqueur de la Coupe Korać en 1996
- Finaliste de la Ligue adriatique en 2003

compétitions nationales :
- Champion de Pologne 2007
- Champion de France 2006
- Champion d'Israël 2003
- Vainqueur de la Coupe d'Israël 2002, 2003
- Vainqueur de la Coupe du Président de Turquie 2001
- Champion de Turquie 1996 et 1997
- Finaliste du Championnat de Turquie 1998, 1999, 2000 et 2001

### Sélection nationale
- Championnat du monde masculin de basket-ball
  - 6e du Championnat du monde de basket masculin 2006 au Japon
  - 9e du Championnat du monde de basket masculin 2002 à Indianapolis
  - Participation au Championnat du Monde des 22 ans et moins en 1997
- Championnat d'Europe
  -  Médaille d'argent au Championnat d'Europe 2001 en Turquie
  - 11e du Championnat d'Europe 2003 en Suède
  - 8e du Championnat d'Europe 1999 en France
  - 8e du Championnat d'Europe 1997 en Espagne
  - Participation au Championnat d'Europe des 22 ans et moins en 1996
- autres
  - International turc de 1996 à 2003

### Distinctions personnelles
- Meilleur rebondeur de l'Euroligue 2000
- Meilleur rebondeur du Championnat d'Europe en 1999